# نيل باريت
نيل باريت (24 ديسمبر 1981 في المملكة المتحدة - ) (بالإنجليزية: Neil Barrett)‏ هو لاعب كرة قدم بريطاني في مركز الوسط. لعب مع إبسفليت يونايتد وتشيلسي ونادي بورتسموث ونادي دندي ونادي يورك سيتي ونادي وكينغ وهافانت أند ووترلوفيل وBasingstoke Town F.C. ‏ ونادي ليذرهيد وMetropolitan Police F.C. ‏ ونادي ليفينغستون لكرة القدم.

## وصلات خارجية
- نيل باريت على موقع قاعدة بيانات كرة القدم.إي يو (الإنجليزية)
- نيل باريت على موقع Soccerbase.com (لاعب) (الإنجليزية)
- نيل باريت على موقع Soccerway.com (الإنجليزية)